# Polygala boliviensis
Polygala boliviensis är en jungfrulinsväxtart som beskrevs av Alfred William Bennett. Polygala boliviensis ingår i släktet jungfrulinssläktet, och familjen jungfrulinsväxter. Inga underarter finns listade i Catalogue of Life.